# Kollisionsinduzierte Dissoziation
Die kollisionsinduzierte Dissoziation (englisch collision-induced dissociation, CID, synonym collisionally activated dissociation) ist eine Methode zur Fragmentierung von Molekülionen in der Gasphase bei der Massenspektrometrie.

## Prinzip
Die kollisionsinduzierte Dissoziation führt bei der Massenspektrometrie zu einer weiteren Fragmentierung der Molekülionen. Durch die CID können uneindeutig identifizierte Fragmente nach Beschleunigung in einem elektrischen Feld durch Kollision mit neutralen Gasmolekülen (z. B. Helium, Stickstoff, Argon) erneut fragmentiert werden, um kleinere und eindeutig identifizierbare Fragmente zu erhalten. Durch die Kollision wird von den Molekülionen ein Teil der Energie als kinetische Energie aufgenommen, ein weiterer Teil der Energie wird als innere Energie absorbiert, die in Folge zu einer Fragmentierung der Molekülionen führt.

## Verwendung
Die CID wird unter anderem in manchen Tripel-Quadrupol-Massenspektrometern, Reflektron-Flugzeitmassenspektrometern (z. B. zur De-Novo-Peptidsequenzierung) und bei der Fourier-Transformations-Zyklotronresonanz-Massenspektrometrie verwendet. Die Fragmentierung kann in einem Reflektron alternativ zum CID durch einen LASER-induzierten Post-Source Decay (PSD) erreicht werden. Bei mehrfach geladenen Fragmenten kann die weitere Fragmentierung auch durch eine Electron Capture Dissociation oder durch eine Elektronenstoßionisation erreicht werden. Eine weitere Form der Dissoziation ist z. B. die Infrarot-Multiphotonen-Dissoziation.

### Tripel-Quadrupol-Massenspektrometer
Bei einem Massenspektrometer mit drei Quadrupolen dient der erste Quadrupol als Massefilter zur Selektion der Molekülionen, der zweite Quadrupol als Kollisionskammer und der Dritte zur Auftrennung der Fragmente vor dem Detektor.

### Fourier-Transformations-Ionen-Zyklotronresonanz-Massenspektrometrie
Die sustained off-resonance irradiation collision-induced dissociation (SORI-CID) ist eine CID-Methode bei der Fourier-Transformations-Ionen-Zyklotronresonanz-Massenspektrometrie. Dabei werden die Molekülionen kreisförmig in einer Ionenfalle beschleunigt und parallel dazu die Teilchendichte erhöht, was zur CID führt.

## Kollisionen höherer Energien
Higher-energy collisional dissociation (HCD oder HE CID, synonym higher-energy C-trap dissociation) ist eine Methode zur CID bei Orbitrap-Massenspektrometern, bei denen die Fragmentierung außerhalb der C-Falle erfolgt. Dabei wandern die Molekülionen durch die C-Falle in die Kollisionskammer (eine Oktupol-Kollisionszelle) und zurück über die C-Falle zur Injektion in das Orbitrap. HCD besitzt einen höheren Cut-off-Wert bei der Analyse der Massen und kann dabei mit einer Isobarenmarkierung verwendet werden. Die Kollisionsenergie bei der HCD liegt im oberen Bereich der kollisionsinduzierten Dissoziationen niedrigerer Energie bei unter 1000 Elektronenvolt.

## Fragmentierungsformen

Homolytische Fragmentierung

Heterolytische Fragmentierung

Bei der homolytischen Spaltung behält nach der Dissoziation jedes Fragment eines der Elektronen aus der gespaltenen Bindung. Dagegen erhält bei der heterolytischen Spaltung eines der beiden Fragmente beide Elektronen der gespaltenen Bindung. Die Spaltung kann auch räumlich getrennt von der Ladung des Molekülions sein (engl. charge remote fragmentation), was bei der Tandem-Massenspektrometrie auftreten kann.